# Cyber Sled
Cyber Sled est un jeu vidéo de combat motorisé sorti en arcade en 1993, et sur PlayStation le 27 janvier 1995 au Japon, le 18 octobre 1995 aux États-Unis et en novembre en Europe. Le jeu a été développé et édité par Namco sous l'appellation Namcot.